# پلازا
پلازا (به انگلیسی: plaza) که در زبان اسپانیایی به معنی «میدان» است، به آن دسته از فضاهای عمومی گفته می‌شود که در دل شهرها قرار دارند و در واقع، فارغ از ابعاد تجاری، صرفاً کارکردی پاتوق‌گونه برای شهروندان دارند. پلازاها عمدتاً محل شکل‌گیری بخشی از خاطره‌های جمعی شهروندان هستند که در پاره‌ای از موارد، این خاطره‌ها می‌توانند شکل سیاسی هم به خود بگیرند. 
پلازاها محلی برای جمع شدن شهروندان، قرار ملاقات و گفتگو هستند و به همین دلیل، برای لحظاتی شهروندان را از استرس‌های شهری دور می‌کنند. مالکیت پلازاها هم معمولاً عمومی است و این اماکن در اکثر موارد کارکردی غیرتجاری دارند. 
به عنوان نمونه‌ای از مشهورترین پلازاهای جهان، می‌توان به میدان سرخ مسکو و میدان التحریر در مصر اشاره کرد.
میدان نقش جهان در اصفهان نیز یکی از مهم‌ترین پلازاها در ایران و جهان به‌شمار می‌رود.

تهران هم البته پلازاهایی دارد: میدان آزادی و میدان امام حسین  که به تازگی عبور و مرور در آن به روی اتوموبیل‌ها بسته شده و آیین‌های مذهبی عاشورا در آن انجام می‌گیرد. 

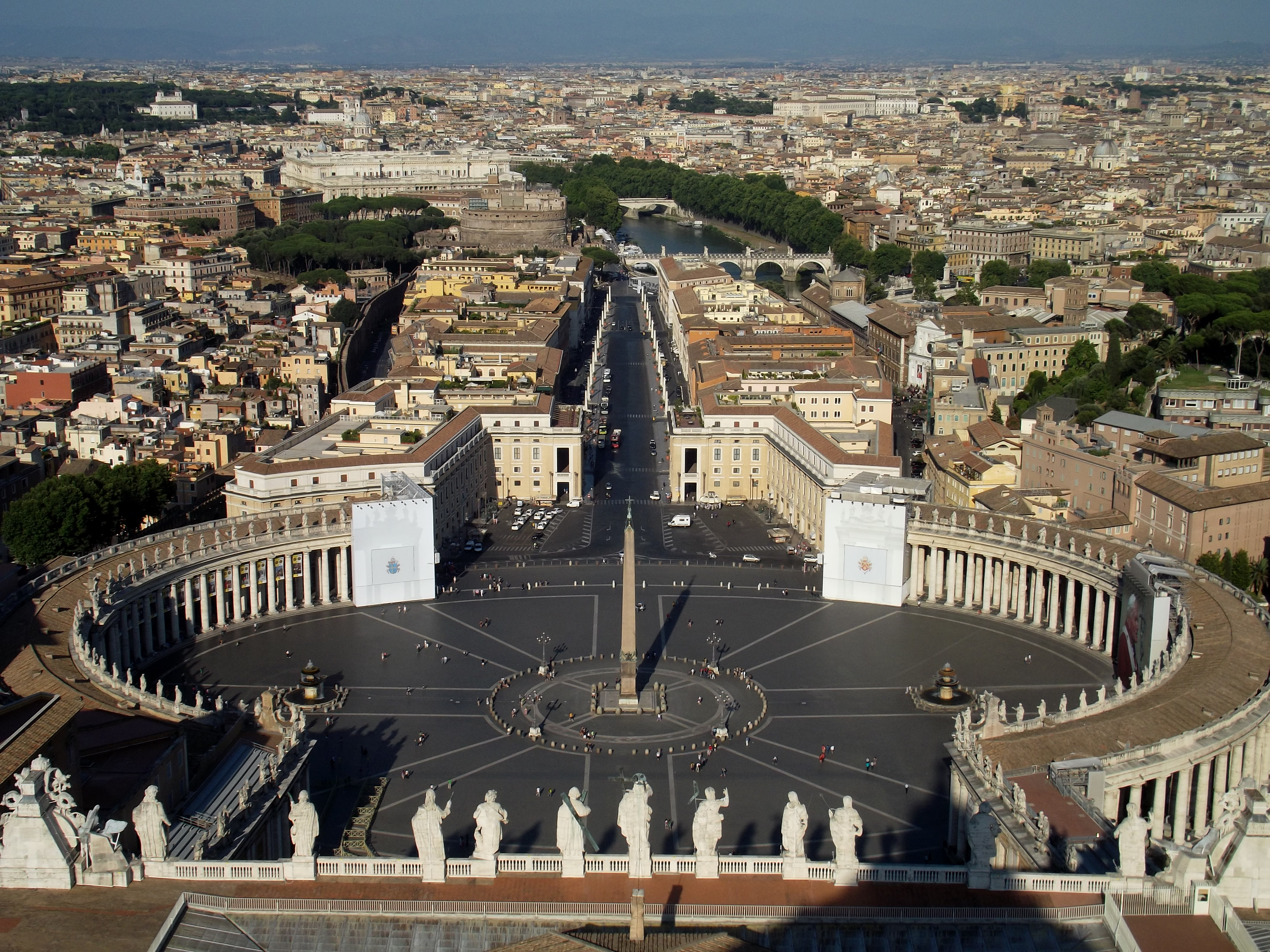
میدان سن پیترو نمونه ای از پلازاهای شهری در ایتالیا

## مطرح‌ترین پلازاهای شهری جهان
- میدانگاه عباسی، اصفهان[۴]
- باغ راه حضرت فاطمه (س)، تهران[۵]

- ایران

میدان نقش جهان، اصفهان
میدان امیرچخماق، یزد
میدان امام حسین (تهران)، تهران
- ازبکستان

ریگستان، سمرقند
- ایتالیا

پیازا د فراری، جنوا
میدان سن پیترو، واتیکان
- اسپانیا

پلاسا د کاتالونیا، بارسلون
- فرانسه

میدان کنکورد، پاریس
میدان پیگال، پاریس
- بلژیک

گراندپلیس، بروکسل
- آمریکا

میدان تایمز، نیویورک
میدان مدیسون، نیویورک
- آرژانتین

پلازا د مایو، بوینس آیرس